# 和悠斗
松井 悠（まついゆう、1986年5月27日 - ）は、日本の俳優、大衆演劇役者。東京都出身。本名：中島勇気（なかしま ゆうき）。身長167cm、体重63kg。

## 人物・経歴
母親は女優の西尾三枝子。松井誠の嫡男。小学校入学まで子役として舞台に立っていたが、両親の離婚により父親とは十数年疎遠となり、高校中退後、改めて父親に弟子入りして役者修業を始める。父親が監修する大衆演劇集団「下町かぶき組」の若手花形として活躍し、同集団の一座として2008年に『劇団夢幻』を立ち上げて最年少座長になる。2009年に『劇団悠』を旗揚げし、2012年に和悠斗から松井悠に改名。
落語家としては金原亭世之介に師事、「天狗連 役車（てんぐれん やくしゃ）」の名前をもらい活動している。